# Jake Long
Jake Edward Long (Lapeer, 9 maggio 1985) è un ex giocatore di football americano statunitense che ha militato nel ruolo di offensive tackle nella National Football League (NFL). Fu la prima scelta assoluta del Draft NFL 2008 da parte dei Miami Dolphins. Al college ha giocato a football all'Università del Michigan.

## Carriera professionistica

### Miami Dolphins
Più di due settimane prima del Draft 2008, i Miami Dolphins, che detenevano la prima scelta assoluta del Draft, affermarono di voler negoziare il futuro contratto con Long e di voler incontrare Tom Condon, l'agente di Long. Il 22 aprile 2008, quattro giorni prima del draft, Long acconsentì alla firma di un contratto quinquennale del valore di 57,75 milioni di dollari coi Miami Dolphins. L'accordo incluse 30 milioni di dollari garantiti e fece di Long la prima scelta assoluta del Draft 2008. Questo fece di Long, all'epoca, il più pagato uomo della linea offensiva della storia della NFL. Oltre ad essere stato uno degli otto offensive tackle scelti al primo giro quell'anno, Long divenne solo il terzo giocatore in tale ruolo a venire scelto come primo assoluto nella storia del Draft, dopo Orlando Pace (nel 1997, un 5 volte All-Pro ed inserito nella formazione ideale della NFL degli anni 2000) e l'Hall of Famer Ron Yary ( nel 1968, un 8 volte All-Pro ed inserito nella formazione ideale della NFL degli anni 1970) I Dolphins scelsero anche il compagno di squadra di Long al college, il quarterback Chad Henne, nel secondo giro del Draft. Al minicamp dei Dolphins il 2 maggio, a Long fu assegnato il numero 79 ed egli pensò avrebbe negoziato con Drew Mormino per il numero 77, indossato dai tempi dell'high school. Alla fine, dopo che fallì un esame fisico, Mormino fu svincolato dalla squadra, e prima del training camp a Long fu assegnato il numero 77.

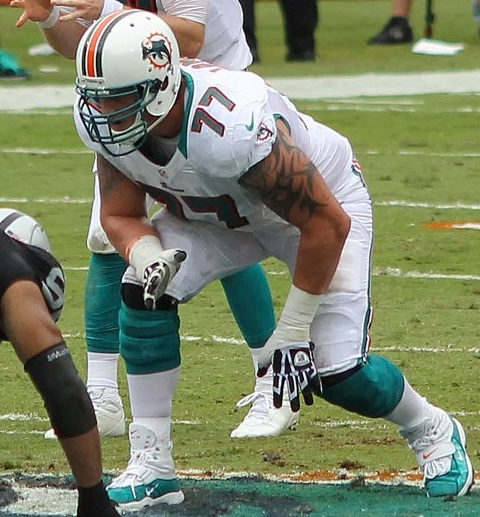
Long nel 2012 con la maglia dei Dolphins.

L'ascesa di Long coi Dolphins fu parte dello sforzo per rinforzare una linea offensiva che aveva concesso 42 sack e di una difesa che si era classificata 29ª (su 32 squadre) nella stagione precedente. I Dolphins assunsero come nuovo capo-allenatore Tony Sparano ed assunsero anche Bill Parcells come vicepresidente esecutivo. Long fu immediatamente posto come tackle sinistro titolare. Egli fu l'unico rookie che si attendeva essere titolare nei Miami Dolphins quella stagione. Secondo il South Florida Sun-Sentinel, alla fine del training camp, Long fu uno dei soli tre rookie ad essere considerato una prima scelta nelle posizioni della squadra. Jake Long fu candidato al premio Rookie della settimana nella decima della stagione 2008, premio che vinse però Eddie Royal dei Denver Broncos. Altri giocatori che furono nominati per tale premio quella settimana furono Matt Ryan, Benjarvus Green-Ellis e Joe Flacco. Alla fine della stagione, Long fu selezionato per far parte dell'All-rookie team dalla Pro Football Writers Association, Draft.com, Draftsinders.com, Draftseason.com, Sports Network, Fannation, Sporting News, Scout.com e Ourlads Scouting Service. Il 20 gennaio 2009, Long fu convocato per il Pro Bowl 2009, sostituendo Jason Peters nella formazione della AFC. Long concesse solo 2,5 sack nella sua stagione di debutto, paragonati agli 11,5 concessi da Peters nel 2008.
Nel 2009, Long concesse soli 4 sack e fu classificato come secondo miglior offensive tackle della lega. Egli fu selezionato come titolare per l'annuale Pro Bowl. Non fu inserito nella prima formazione All-Pro in favore di Ryan Clady, che concesse 8 sack, e Joe Thomas, giudicato il miglior offensive tackle della NFL. Long fi invece inserito nella seconda formazione All-Pro. Long raggiunse Richmond Webb come gli unici offensive tackle della storia dei Dolphins ad essere nominati titolari nel Pro Bowl per due volte consecutive. Long non partecipò alla manifestazione a causa di un infortunio e fu sostituito nel rosteri del Pro Bowl da D'Brickashaw Ferguson. La stagione successiva, Long fu nominato convocato come titolare per il Pro Bowl ed inserito per la prima volta nella prima formazione ideale della stagione All-Pro.
Durante la stagione NFL 2011, la striscia di 61 partite consecutive da titolare di Long si fermò a causa di un infortunio. Di conseguenza fu posto in lista infortunati con un bicipite destro strappato per l'ultima gara della stagione. Questo avvenne il giorno dopo che Long fu convocato nuovamente come titolare nel Pro Bowl 2012, a cui non poté però partecipare. A fine stagione, Long fu votato al 59º posto nella NFL Top 100, l'annuale classifica dei migliori cento giocatori della stagione.

### St. Louis Rams
Alla fine della stagione 2012, Long divenne free agent e firmò coi St. Louis Rams un contratto quadriennale del valore di 36 milioni di dollari. Il 26 ottobre 2014 si ruppe nuovamente il legamento crociato anteriore, terminando la stagione. Il 9 marzo 2015 fu svincolato.

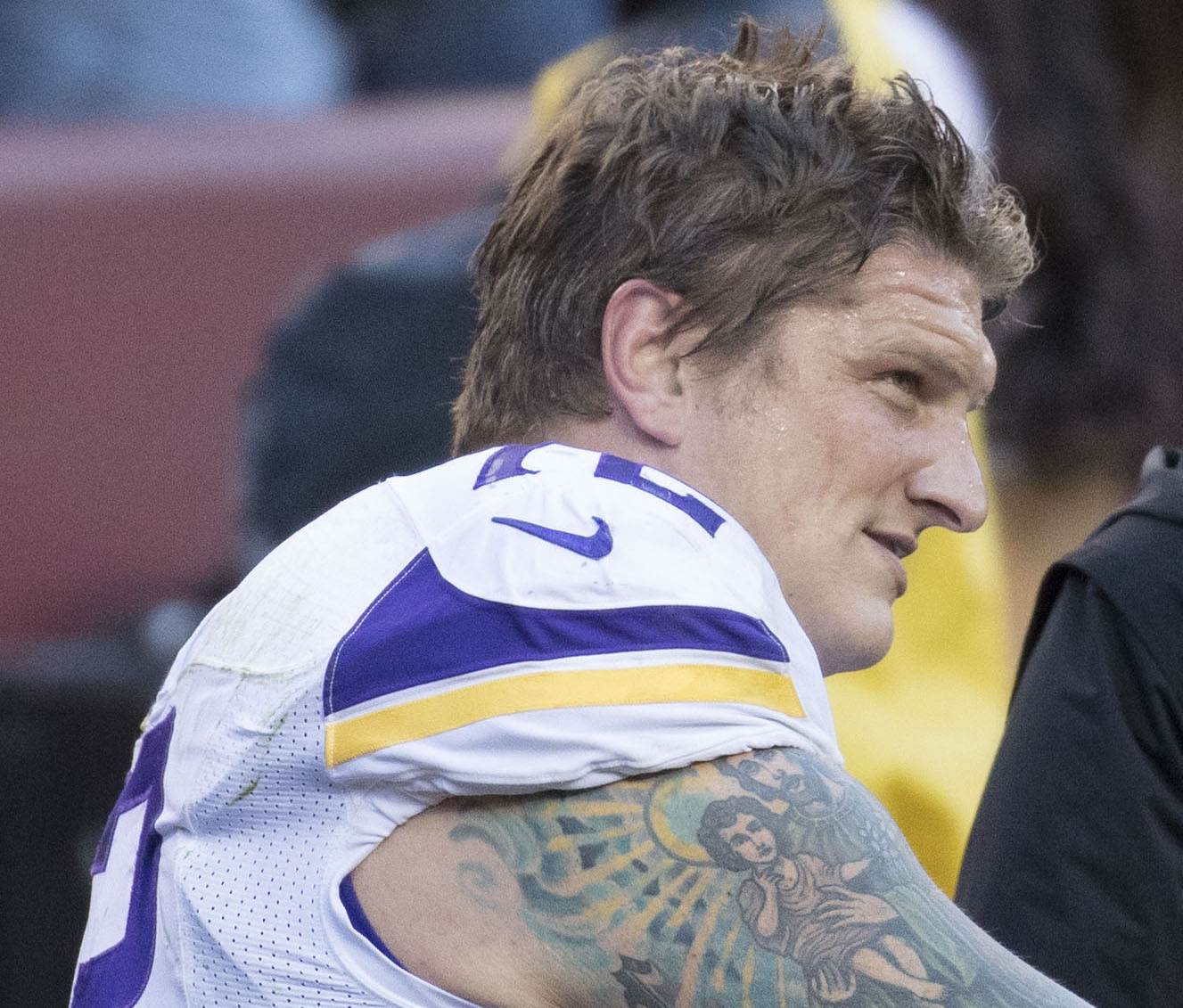
Long coi Vikings nel 2016

### Atlanta Falcons
Il 15 settembre 2015, Long firmò con gli Atlanta Falcons. A causa degli infortuni giocò solamente 11 snap in Georgia quell'anno.

### Minnesota Vikings
L'11 ottobre 2016, Long firmò con i Minnesota Vikings. Nella settimana 10 contro i Redskins, si ruppe il tendine d'Achille, venendo inserito in lista infortunati il 15 novembre 2016.
Il 24 aprile 2017, Long annunciò il proprio ritiro dal football professionistico.

## Palmarès
- (4) Pro Bowl (2008, 2009, 2010, 2011)
- First-team All-Pro (2010)
- Second-team All-Pro (2009)
- PFWA All-Rookie Team - 2008

## Statistiche
| Partite totali             | 104 |
| Partite totali da titolare | 99  |
| Fumble recuperati          | 1   |